# Guru Chökyi Wangchuk
Guru Chökyi Wangchuk, gu ru chos kyi dbang phyug (ur. 1212, zm. 1270) – wielki mistrz i odkrywca duchowych skarbów Padmasambhawy ze szkoły ningma.
Urodził się w Lhodrag, na południu Tybetu. Kiedy miał 13 lat, znalazł schowek pełen term, które miał odkryć. Został również pierwszym kronikarzem tradycji term. Jego duchowa partnerka, Dziomo Menmo, również była tertonką. Pośród licznych tekstów, które odkrył, znajduje się również cykl praktyk służących jako podstawa w ceremoniach świętych tańców, które co roku odbywają się w większości klasztorów szkoły njingma na cześć Padmasambhawy.